# Мохово (Хорватія)
Мохово (хорв. Mohovo) — населений пункт у Хорватії, у Вуковарсько-Сремській жупанії у складі міста Ілок.

## Населення
Населення за даними перепису 2011 року становило 239 осіб.
Динаміка чисельності населення поселення:

## Клімат
Середня річна температура становить 11,12 °C, середня максимальна – 25,09 °C, а середня мінімальна – -5,25 °C. Середня річна кількість опадів – 650 мм.
| Клімат поселення                              | Клімат поселення | Клімат поселення | Клімат поселення | Клімат поселення | Клімат поселення | Клімат поселення | Клімат поселення | Клімат поселення | Клімат поселення | Клімат поселення | Клімат поселення | Клімат поселення | Клімат поселення |
| Показник                                      | Січ.             | Лют.             | Бер.             | Квіт.            | Трав.            | Черв.            | Лип.             | Серп.            | Вер.             | Жовт.            | Лист.            | Груд.            |                  |
| Середній максимум, °C                         | 6,15             | 7,72             | 12,12            | 16,86            | 22,15            | 25,09            | 24,95            | 24,68            | 20,65            | 15,30            | 9,41             | 5,66             |                  |
| Середня температура, °C                       | 0,45             | 2,02             | 6,41             | 11,17            | 16,44            | 19,41            | 21,08            | 20,82            | 16,78            | 11,44            | 5,55             | 1,80             |                  |
| Середній мінімум, °C                          | −5,25            | −3,68            | 0,72             | 5,48             | 10,76            | 13,68            | 17,24            | 16,94            | 12,92            | 7,58             | 1,68             | −2,06            |                  |
| Норма опадів, мм                              | 42               | 38               | 39               | 52               | 59               | 85               | 67               | 60               | 49               | 49               | 58               | 52               |                  |
| Середньомісячна швидкість вітру, м/с          | 2.20             | 2.49             | 2.90             | 2.78             | 2.50             | 2.20             | 2.20             | 2.00             | 2.00             | 2.20             | 2.30             | 2.30             |                  |
| Середньомісячна сонячна радіація, кДж/м²·день | 4421             | 7169             | 11290            | 15705            | 19505            | 21836            | 22452            | 20434            | 15204            | 9736             | 5050             | 3664             |                  |
| --------------------------------------------- | ---------------- | ---------------- | ---------------- | ---------------- | ---------------- | ---------------- | ---------------- | ---------------- | ---------------- | ---------------- | ---------------- | ---------------- | ---------------- |
| Джерело:                                      |                  |                  |                  |                  |                  |                  |                  |                  |                  |                  |                  |                  |                  |